# Антін Рудницький
Анті́н Рудни́цький (англ. Antin Rudnytsky; 7 лютого 1902, Лука — 30 листопада 1975, Томс-Рівер) — американський композитор, піаніст, диригент, музикознавець і музичний педагог українського походження. Брат літературознавця Михайла Рудницького, чоловік оперної співачки Марії Сокіл, батько піаніста Романа Рудницького та композитора і віолончеліста Доріана Рудницького. Дійсний член Наукового товариства імені Шевченка у США з 1962 року. 

## Біографія
Народився 7 лютого 1902 року в селі Луці (нині Самбірський район, Львівської області, Україна). 1920 року закінчив Польську консерваторію у Львові по класу фортепіано Вілема Курца і Єжи Лялевича, брав уроки гармонії у Василя Барвінського; 1926 року закінчив Берлінську вищу школу музики по класу фортепіано Еґона Петрі та Артура Шнабля, по класу композиції Франца Шрекера, по класу диригування Юліуса Прювера. Вивчав музикознавство в Берлінському університеті.
Працював диригентом оперних театрів: протягом 1927—1930 років — Харківського; у 1930—1932 роках — Київського; у 1932—1934 роках — Львівського, а також диригентом оркестрів у Львові, Варшаві, Каунасі. Водночас викладав у Київській консерваторії, музичних школах Харкова, Львова. На початку 1930-х років був засновником і організатором Союзу українських професійних музик.
1938 року переїхав до Сполучених Штатів Америки. Працював диригентом оперних, симфонічних оркестрів та хорів у Нью-Йорку, Філадельфії і Торонто. Організатор Української оперної
кампанії, яка виступала в Нью-Йорку, Детройті, Чикаго, на Українських музичних курсах у Філадельфії. З 1958 року — професор Музичної консерваторії в Філачельфії, з 1962 року — Музичної академії. З 1953 — диригент хору «Кобзар», з 1959 року — мистецький керівник і головний диригент Союзу українських хорів Америки.
Помер у Томс-Рівері 30 листопада 1975 року. Похований на цвинтарі святого Андрія у Саут-Баунд-Бруці.

## Творчість
Головні твори
- опери «Довбуш» (1938), «Анна Ярославна» (1967), «Княгиня Ольга» (1968);
- симфонічні твори: три симфонії, балетна сюїта, лірична поема;
- балет «Бурі над Заходом» (1932);
- ораторія «Гайдамаки» (1974);
- кантати для хору і оркестри («Посланіе» слова Тараса Шевченка, «Мойсей» слова Івана Франка, «На світанку», «Січнева кантата»);
- концерт для віолончелі з оркестром;
- камерні твори (два струнні квартети, соната для віолончелі і фортепіано), інтрада;
- фортепіанові твори: соната, сюїта, варіації, фантазія, дівертіменто та інші;
- близько 70 солоспівів.

Автор музикознавчих праць
- «Українська музика, історично-критичний огляд» (1963);
- «Про музику і музик» (1980).

У 1938 році переклав книгу Ферруччо Бузоні «Спроба нової єстетики музики».